# فساد هشت هزار میلیاردی
صندوق ذخیره فرهنگیان در سال ۷۴ و مطابق مصوبه هیئت وزیران دولت سازندگی تأسیس شده‌است. مطابق سخنان جبار کوچکی‌نژاد عضو هیئت تحقیق و تفحص از این صندوق ۴۰ درصد از سهام این صندوق به نام شخصی وزرای دولت هاشمی رفسنجانی در همان زمان زده شده‌است: متأسفانه مبنای صندوق را از همان بدو تأسیس کج گذاشته‌اند و صندوق را ملک شخصی خود کرده بودند. به گونه‌ای که در همان اوایل فعالیت صندوق برخی وزرا ۴۰ درصد صندوق را جزو سهام خود کردند و بقیه را میان شرکت تعاونی مصرف فرهنگیان تقسیم کردند.
بنا به ادعای اولیه‌ی محمود صادقی فسادهای مربوط به این صندوق در دولت‌های نهم و دهم رخ داده است. این فساد در صندوق ذخیره فرهنگیان انجام شد. در این رابطه تا کنون ۸ نفر دستگیر شده‌اند.
در این رابطه مدیر عامل، همسر و فرزندش بازداشت شده‌اند.
این اختلاس از دلایل استیضاح علی‌اصغر فانی وزیر سابق آموزش و پرورش بود که فانی پیش از برگزاری استیضاح در ۲۸ مهر ۹۵ استعفا داد.
در پی انتشار مطالبی در خصوص فساد در صندوق ذخیره فرهنگیان، مجلس شورای اسلامی در مهر ۱۳۹۵ به تشکیل هیئت تحقیق و تفحص از این صندوق رای داد.
بنا بر گفته مسئولان آموزش و پرورش، ۸۸۲ هزار و ۴۲۵هزار فرهنگی در کشور عضو صندوق ذخیره فرهنگیان هستند. به‌طور میانگین در هر ماه از هر فرهنگی بیش از ۱۷ هزار تومان رأساً از فیش حقوقی آن‌ها کسر و مستقیماً به حساب صندوق ذخیره فرهنگیان واریز می‌شود، البته با احتساب بازنشستگانی که عضو این صندوق هستند، مبلغ ورودی به صندوق ذخیره به مراتب بیشتر می‌شود.
درآمد ماهانه صندوق ذخیره فرهنگیان ۲۱ میلیارد تومان است
شهاب الدین غندالی مدیرعامل سابق، برکنار شده و بازداشت شده صندوق ذخیره فرهنگیان در ۱۶ دی ماه ۱۳۹۴ در دیدار با فرهنگیان خراسان جنوبی در خصوص دریافتی ماهانه این صندوق، اظهار کرد: میزان درآمد ماهیانه صندوق ذخیره فرهنگیان ۲۱ میلیارد تومان است و با توجه به رشد جمعیت بازنشستگی کشور مبلغ ۳۸ میلیارد تومان در هر ماه خروجی داریم که این خود بر کاهش نقدینگی و کاهش سود اعضا اثر مستقیم می‌گذارد.
در تاریخ ۱۷ شهریور ماه ۱۳۹۳ و با دستور سیدمحمد بطحایی معاون توسعه مدیریت و پشتیبانی وزارت آموزش و پرورش و نایب رئیس هیئت امنای صندوق ذخیره فرهنگیان، تمام فرهنگیان کشور که تا آن زمان به عضویت صندوق ذخیره درنیامده بودند، عضو صندوق شدند.
۵
به گفته محمود صادقی نماینده تهران تخلفات در این صندوق بین سال‌های ۱۳۸۶ و ۱۳۹۲ رخ داده است.

## اعضای کمیتهٔ تحقیق و تفحص از صندوق فرهنگیان
سخنگوی کمیسیون آموزش و تحقیقات مجلس شورای اسلامی، اسامی اعضای کمیته تحقیق و تفحص از صندوق ذخیره فرهنگیان را اعلام کرد.
این عضو هیئت رئیسه کمیسیون آموزش و تحقیقات مجلس اسامی اعضای کمیته تحقیق و تفحص از صندوق ذخیره فرهنگیان را به شرح ذیل اعلام کرد:
- محمدمهدی زاهدی
- علیرضا سلیمی
- محمود صادقی
- اسدالله عباسی
- احمد امیرآبادی فراهانی
- قاسم احمدی‌لاشکی
- محمد حسن‌نژاد
- امیر خجسته
- جبار کوچکی‌نژاد
- سید حمایت میرزاده
- سید محمد باقر عبادی
- فاطمه سعیدی
- فریده اولاد قباد
- داوود محمدی
- علی ادیانی‌راد ۶